# 細川義之
細川 義之（ほそかわ よしゆき）は、南北朝時代から室町時代前期にかけての武将・守護大名。阿波国守護。細川阿波守護家2代当主。讃州家とも称された阿波細川氏の2代目であるが、記録上確認できる同家最初の阿波守護は義之である。

## 略歴
細川詮春の長男として誕生。父・詮春の早世（正平22年/貞治6年（1367年）?）後、伯父である細川頼之の庇護下にあったが、康暦の政変で伯父と共に京都を追われて阿波に下り、続いて新しく阿波守護に任じられた細川正氏（清氏の子）の侵攻を受けるが、義之は正氏や阿波国内の南朝方を破って守護職を獲得し、室町幕府もこれを認めた。永徳元年/弘和元年（1381年）には所領安堵の文書を発給している。
応永3年（1396年）までには守護在職のまま出家して法号の常長を名乗り、養子・満久（細川満之の次男または三男）に家督を譲っているが、実権はそのまま握り続けた。応永29年（1422年）に病に倒れ、1月25日には4代将軍・足利義持の嫡男義量（後の5代将軍）が特に見舞いへ派遣されている（『花営三代記』）。だが、2月1日に60歳で病死した。